# Paracydas
Paracydas é um gênero de mariposa pertencente à família Bombycidae.